# Carlos Lobos (Fußballspieler)
Carlos Alberto Lobos Ubilla (* 21. Februar 1997 in Santiago) ist ein chilenischer Fußballspieler. Der zentrale Mittelfeldspieler wurde fünf Mal chilenischer Meister.

## Karriere
Carlos Lobos kam 2010 in die U13-Mannschaft von Universidad Católica und durchlief die Jugendmannschaft bis zu seinem Debüt 2014. Mit den Cruzados gewann er vier Meisterschaften und wechselte 2020 zum Ligakonkurrenten Everton. 2021 unterschrieb der Mittelfeldspieler beim CD Huachipato und gewann 2023 seinen fünften Meistertitel. Lobos kam in dieser Saison nur auf vier Einsätze und verließ den Verein in Richtung Primera B, wo er sich Deportes La Serena anschloss. Mit La Serena wurde er Zweitligameister und stieg in die Primera División auf. Er selbst blieb in der zweiten Liga bei den Rangers de Talca.

### Nationalmannschaft
Lobos wurde von U17-Nationaltrainer Mariano Puyol für die Südamerikameisterschaft 2013 nominiert, bei der er seine einzige Partie als Einwechselspieler beim 1:1-Unentschieden gegen Peru bestritt. Chile schied in der Vorrunde aus. Vier Jahre später nahm er mit der U20-Nationalmannschaft unter Trainer Héctor Robles an der Südamerikameisterschaft 2017 teil, bei der er zweimal zum Einsatz kam. Chile schied mit zwei Unentschieden aus vier Spielen als Gruppenletzter aus, was gleichzeitig das schlechteste Abschneiden seit der Südamerikameisterschaft 1985 bedeutete.

## Erfolge
Universidad Católica
- Chilenischer Meister: 2015/16-C, 2016/17-A, 2018, 2019
- Chilenischer Supercup-Sieger: 2016, 2019

Huachipato
- Chilenischer Meister: 2023

Deportes La Serena
- Chilenischer Zweitligameister: